# 황금사자기 전국고교야구대회
황금사자기 전국고교야구대회(黃金獅子旗 全國高校野球大會)는 1947년부터 동아일보와 대한야구협회 공동 주최로 매년 서울에서 열리고 있는 고교야구 전국대회이다. 2007년까지는 서울에서 열리는 전국고교야구대회 중 세 번째로 매년 5~6월에 치러졌지만 2008년부터는 3월로 앞당겨 시즌 첫 대회로 열리고 있다. 2007년까지는 지역 예선을 거친 팀과 그 해 성적이 우수한 팀을 초청하는 지구별 초청대회 성격으로 개최됐지만 2008년부터는 전국 고교야구 모든 팀이 참가하는 대회로 바뀌었고 시즌을 시작하는 고교 전국대회가 됐다. 2011년 대회부터는 고교야구 주말리그 전반기 왕중왕전 대회로 진행되고 있다.

## 역사
- 1947년 8월 21일 선수권대회인 청룡기 전국고교야구대회보다 한 해 늦게 `제1회 전국중학지구별 초청 야구대회'라는 명칭으로 개막됐다. 당시엔 7개팀이 참가해 경남중학교가 서울 경기중학교를 꺾고 우승했다. 개막전 첫 투구는 동산중학교 박현식이 맡았다. 1, 2회 대회에는 개인상 제도가 없었다.
- 1949년 제3회 대회에서는 준우승팀인 경남중학교 어우홍이 대회 첫 최우수선수(MVP)로 선정됐다.
- 1956년에는 서울운동장 야구장의 보수공사 때문에 무산됐고 결국 다음 해 인천구장에서 개최됐다[1].
- 1972년 7월 19일 군산상업고등학교와 부산고등학교가 격돌한 제26회 대회 결승전은 고교야구 사상 최고의 명승부로 평가된다. 부산고가 9회초까지 4대1로 앞서며 우승하는 듯했지만 군산상고가 9회 말 연속 안타 등으로 역전승, 창단 3년 만에 첫 우승을 차지했다. 군산상고는 이 경기로 '역전의 명수'라는 별칭을 얻었고, 영화화되기도 했다.
- 1982년 9월 20일부터 같은 달 25일까지는 서울운동장 야구장에서, 9월 26일부터 결승전(9월 28일)까지는 잠실야구장에서 개최되었는데[2] 준결승과 결승전은 야간경기로 치러졌다.
- 2000년 제54회 대회에서는 개교 100주년을 맞이한 서울의 경기고등학교가 서울의 신일고등학교를 물리치고 우승했다.
- 2008년에는 3월로 시기를 앞당긴 한편 동대문야구장의 철거에 따라 목동야구장에서 개최되었지만 프로야구 우리 히어로즈의 정규시즌 준비 탓인지 1회전 2회전이 숭의구장에서 열렸다[3].
- 2010년 제64회 대회 결승전은 28년 만에 잠실야구장에서 개최되었으며[4]  그 이후 2011년 결승전과 2014년 준결승 결승전이 이 곳에서 치러졌다.
- 2012년 제66회부터[5] 2013년 제 67회까지는 창원 마산야구장에서 개최됐다.

## 기록
- 최다 우승 팀 : 신일고등학교(8회)
- 최다 연속 우승 팀 : 경남중학교(3회, 1947년~1949년)
- 2연속 우승 팀 : 경동고등학교(1959년~1960년), 광주일고(1983년~1984년), 덕수상고(1994년~1995년), 신일고등학교(1996년~1997년), 장충고등학교(2006년~2007년), 덕수고등학교(2016년~2017년)
- 2연속 MVP : 광주일고 박준태(1983년~1984년), 덕수고 양창섭(2016년~2017년)
- 고교 전국대회 첫 노히트노런 : 1970년 성남고등학교 노길상이 경북고등학교를 상대로 수립함.

## 역대 우승 팀 및 결승전 결과
| 회수  | 연도    | 우승교                      | 경기결과                    | 준우승교                    | 최우수 선수                 |
| ----- | ------- | --------------------------- | --------------------------- | --------------------------- | --------------------------- |
| 1회   | 1947    | 경남중                      | 9-3                         | 경기중                      | 개인상제도가 없었음.        |
| 2회   | 1948    | 경남중                      | 4-1                         | 경기중                      | 개인상제도가 없었음.        |
| 3회   | 1949    | 경남중                      | 7-3                         | 동래중                      | 어우홍(동래중)              |
| 4~7회 | 1950~53 | 한국 전쟁으로 인해 중단     | 한국 전쟁으로 인해 중단     | 한국 전쟁으로 인해 중단     | 한국 전쟁으로 인해 중단     |
| 8회   | 1954    | 인천고                      | 10-2                        | 경남고                      | 정병섭(경남고)              |
| 9회   | 1955    | 경남고                      | 3-2                         | 인천고                      | 김수갑(경남고)              |
| 10회  | 1956    | 서울운동장 공사로 인해 중단 | 서울운동장 공사로 인해 중단 | 서울운동장 공사로 인해 중단 | 서울운동장 공사로 인해 중단 |
| 11회  | 1957    | 동산고                      | 3-2                         | 경북고                      | 김창영(경북고)              |
| 12회  | 1958    | 경기공고                    | 5-0                         | 경남고                      | 박노희(경기공고)            |
| 13회  | 1959    | 경동고                      | 4-0                         | 경기공고                    | 이재환(경동고)              |
| 14회  | 1960    | 경동고                      | 3-0                         | 부산상고                    | 주성현(경동고)              |
| 15회  | 1961    | 성동고                      | 3-1 (연장12회)              | 중앙고                      | 백수웅(성동고)              |
| 16회  | 1962    | 경기공고                    | 2-0                         | 중앙고                      | 김태영(경기공고)            |
| 17회  | 1963    | 선린상고                    | 12-5                        | 경남고                      | 박동수(선린상고)            |
| 18회  | 1964    | 성남고                      | 2-1                         | 마산상고                    | 김윤겸(성남고)              |
| 19회  | 1965    | 중앙고                      | 7-0                         | 부산고                      | 이원국(중앙고)              |
| 20회  | 1966    | 선린상고                    | 12-5                        | 부산고                      | 윤효상(선린상고)            |
| 21회  | 1967    | 경남고                      | 3-2                         | 경북고                      | 조홍기(경남고)              |
| 22회  | 1968    | 경북고                      | 1-0                         | 동산고                      | 임신근(경북고)              |
| 23회  | 1969    | 선린상고                    | 12-5                        | 경북고                      | 박준영(선린상고)            |
| 24회  | 1970    | 성남고                      | 4-2                         | 대구상고                    | 노길상(성남고)              |
| 25회  | 1971    | 경북고                      | 6-0                         | 중앙고                      | 정현발(경북고)              |
| 26회  | 1972    | 군산상고                    | 5-4                         | 부산고                      | 양종수(군산상고)            |
| 27회  | 1973    | 대구상고                    | 4-3                         | 배명고                      | 김한근(대구상고)            |
| 28회  | 1974    | 경남고                      | 3-1 (연장10회)              | 대구상고                    | 차동렬(경남고)              |
| 29회  | 1975    | 부산상고                    | 1-0                         | 중앙고                      | 김영만(부산상고)            |
| 30회  | 1976    | 신일고                      | 6-0                         | 선린상고                    | 김남수(신일고)              |
| 31회  | 1977    | 광주상고                    | 3-2                         | 인천고                      | 박상진(광주상고)            |
| 32회  | 1978    | 신일고                      | 6-0                         | 서울고                      | 김경표(신일고)              |
| 33회  | 1979    | 경북고                      | 1-0                         | 인천고                      | 김성래(경북고)              |
| 34회  | 1980    | 선린상고                    | 5-3                         | 광주일고                    | 유지홍(선린상고)            |
| 35회  | 1981    | 경북고                      | 6-0                         | 진흥고                      | 홍순호(경북고)              |
| 36회  | 1982    | 세광고                      | 4-3                         | 경남고                      | 박희종(세광고)              |
| 37회  | 1983    | 광주일고                    | 3-2                         | 대구고                      | 박준태(광주일고)            |
| 38회  | 1984    | 광주일고                    | 4-0                         | 경남고                      | 박준태(광주일고 3학년)      |
| 39회  | 1985    | 전주고                      | 9-2                         | 진흥고                      | 임기정(전주고)              |
| 40회  | 1986    | 군산상고                    | 2-1                         | 진흥고                      | 권순구(군산상고)            |
| 41회  | 1987    | 신일고                      | 4-3 (연장10회)              | 경남고                      | 권오성(신일고)              |
| 42회  | 1988    | 동산고                      | 6-0                         | 유신고                      | 박기복(동산고)              |
| 43회  | 1989    | 인천고                      | 4-2                         | 선린상고                    | 박종일(인천고)              |
| 44회  | 1990    | 충암고                      | 13-0                        | 배재고                      | 심재학(충암고 3학년)        |
| 45회  | 1991    | 신일고                      | 14-2                        | 광주일고                    | 설종진(신일고)              |
| 46회  | 1992    | 배명고                      | 2-0                         | 부산고                      | 이경필(배명고)              |
| 47회  | 1993    | 신일고                      | 7-2                         | 덕수상고                    | 조현(신일고)                |
| 48회  | 1994    | 덕수상고                    | 7-1                         | 경남상고                    | 한규식(덕수상고)            |
| 49회  | 1995    | 덕수상고                    | 3-1                         | 마산고                      | 김민기(덕수상고)            |
| 50회  | 1996    | 신일고                      | 6-2                         | 덕수상고                    | 안치용(신일고)              |
| 51회  | 1997    | 신일고                      | 8-7 (연장 10회)             | 광주일고                    | 김광삼(신일고)              |
| 52회  | 1998    | 대구상고                    | 13-0                        | 효천고                      | 권도영(대구상고)            |
| 53회  | 1999    | 군산상고                    | 11-3                        | 부산상고                    | 한동희(군산상고)            |
| 54회  | 2000    | 경기고                      | 10-7                        | 신일고                      | 이동현(경기고)              |
| 55회  | 2001    | 휘문고                      | 6-4                         | 동산고                      | 지석훈(휘문고)              |
| 56회  | 2002    | 천안북일고                  | 12-3                        | 동산고                      | 남상준(천안북일고)          |
| 57회  | 2003    | 신일고                      | 9-5                         | 천안북일고                  | 최진택(신일고)              |
| 58회  | 2004    | 덕수정보고                  | 7-0                         | 야탑고                      | 김문호(덕수정보고)          |
| 59회  | 2005    | 광주일고                    | 10-0                        | 성남서고                    | 나승현(광주일고)            |
| 60회  | 2006    | 장충고                      | 2-1                         | 유신고                      | 전진호(장충고)              |
| 61회  | 2007    | 장충고                      | 3-0                         | 천안북일고                  | 최원제(장충고)              |
| 62회  | 2008    | 광주일고                    | 3-0                         | 덕수고                      | 정성철(광주일고)            |
| 63회  | 2009    | 충암고                      | 3-0                         | 북일고                      | 문성현(충암고)              |
| 64회  | 2010    | 광주일고                    | 1-0                         | 장충고                      | 유창식(광주일고)            |
| 65회  | 2011    | 충암고                      | 6-1                         | 광주일고                    | 변진수(충암고)              |
| 66회  | 2012    | 북일고                      | 4-2                         | 장충고                      | 윤형배(북일고)              |
| 67회  | 2013    | 덕수고                      | 4-1                         | 마산고                      | 한주성(덕수고)              |
| 68회  | 2014    | 서울고                      | 11-3                        | 용마고                      | 남경호(서울고)              |
| 69회  | 2015    | 선린인터넷고                | 7-2                         | 대구상원고                  | 김대현(선린인터넷고)        |
| 70회  | 2016    | 덕수고                      | 4-2                         | 마산용마고                  | 양창섭(덕수고)              |
| 71회  | 2017    | 덕수고                      | 7-3                         | 마산용마고                  | 양창섭(덕수고)              |
| 72회  | 2018    | 광주일고                    | 10-2                        | 대구고                      | 조준혁(광주일고)            |
| 73회  | 2019    | 유신고                      | 10-4                        | 마산용마고                  | 소형준(유신고)              |
| 74회  | 2020    | 김해고                      | 4-3                         | 강릉고                      | 김준수(김해고)              |
| 75회  | 2021    | 강릉고                      | 13-4                        | 대구고                      | 최지민(강릉고)              |
| 76회  | 2022    | 경남고                      |                             | 청담고                      |                             |
| 77회  | 2023    |                             |                             |                             |                             |
| 78회  | 2024    |                             |                             |                             |                             |
| 79회  | 2025    |                             |                             |                             |                             |

## 기록
- 최다우승교 : 신일고등학교 (8회)
- 3연속 우승교 : 경남중학교 (1947~1949년)
- 2연속 우승교 : 신일고등학교 (1996~1997년)

## 기타

### 교명
- 덕수상업고등학교(덕수상고), 덕수정보산업고등학교(덕수정보고) -> 덕수고등학교
- 선린상업고등학교(선린상고) -> 선린인터넷고등학교(선린인고)
- 경기공업고등학교(경기공고) -> 서울과학기술대학교
- 대구상업고등학교(대구상고) -> 대구상원고등학교(대구상원고, 상원고)
- 광주상업고등학교(광주상고) -> 광주동성고등학교(광주동성고)
- 부산상업고등학교(부산상고) -> 개성고등학교(개성고)
- 경남상업고등학교(경남상고) -> 부경고등학교(부경고)
- 마산상업고등학교(마산상고) -> 마산용마고등학교(마산용마고, 용마고)
- 광천고등학교(광천고) -> 한국K-POP고등학교(한국K-POP고)
- 광명공업고등학교(광명공고) -> 경기항공고등학교(경기항공고)